# بيركهولدرية معدنية
بيركهولدرية معدنية (الاسم العلمي: Burkholderia metallica) هي نوع من البكتيريا، سلبية الغرام، تتبع جنس البيركهولدرية.